# Evolocera championi
Evolocera championi là một loài bọ cánh cứng trong họ Eupsilobiidae. Loài này được Sharp miêu tả khoa học năm 1902.